# Fanny Imle
Fanny Imle (* 2. April 1878 in Ellwangen; † 11. August 1965 in Niedermarsberg) war eine deutsche Volkswirtin und Schriftstellerin.

## Leben
Die Tochter des Berufsoffiziers Emil Imle (* 1834 in Ludwigsburg; † 1900 in Reichenau bei Konstanz) und seiner zweiten Frau Fanny, geb. Keller (* 1844) studierte ab 1897 Philosophie an der Universität Zürich. Sie promovierte am 5. März 1907 an der Rechts- und Staatswissenschaftlichen Fakultät der Albert-Ludwigs-Universität Freiburg bei Carl Johannes Fuchs und Gerhart von Schulze-Gaevernitz. 1904 trat sie zum Katholizismus über und verfasste später ab ca. 1909 als religiöse Schriftstellerin theologische oder religionsphilosophische Bücher. Zum Beispiel schrieb sie 1914 eine Biographie von Franz von Assisi.

## Schriften (Auswahl)
- Die Arbeitslosenunterstützung in den deutschen Gewerkschaften. Nach Angaben der Gewerkschaftsvorstände bearbeitet. Berlin 1903 (archive.org).
- Gewerbliche Friedensdokumente. Entstehungs- und Entwicklungsgeschichte der Tarifgemeinschaften in Deutschland. Jena 1905 (archive.org).
- Kritisches und Positives zur Frage der Arbeitslosenfürsorge. Jena 1907 (archive.org).
- Der Bleibergbau von Mechernich in der Voreifel. Eine wirtschafts- und sozialpolitische Studie. Jena 1909, OCLC 798506426.